# 5054 Кейл
5054 Кейл (5054 Keil) — астероїд головного поясу, відкритий 12 січня 1986 року.
Тіссеранів параметр щодо Юпітера — 3,468.